# アントワーヌ・コンブアレ
アントワーヌ・コンブアレ（Antoine Kombouaré, 1963年11月16日 - ）は、フランスの海外領土であるニューカレドニア（ヌーヴェル・カレドニー）の政庁所在地ヌメア出身の元サッカー選手、現サッカー指導者。現役時代のポジションはDF。現在はリーグ・アン・FCナントの監督を務めている。

## 経歴

### 選手
1982年にFCナントからデビューし、1990年までにリーグ戦で177試合に出場した。1990年にパリ・サンジェルマンFCに移籍。1992-93シーズンのUEFAカップ準々決勝・レアル・マドリード戦セカンドレグでは、ロスタイムに決勝点となるヘディングシュートを決め、準決勝進出に貢献した。この大会ではRSCアンデルレヒト戦でも同様に決勝点を挙げている。たびたび決定的なヘディングシュートを決めたため、Casque d'Or（ゴールデン・ヘルメット）という愛称が付けられた。1994-95シーズンのUEFAチャンピオンズリーグ準々決勝ではヨハン・クライフ率いるエル・ドリーム・チームのFCバルセロナと対戦し、2-1で予期せぬ勝利を収めて準決勝に進出したが、ACミランに敗れてベスト4に終わった。パリ・サンジェルマンFCでは5シーズンプレーし、1992-93シーズンと1994-95シーズンにはクープ・ドゥ・フランス優勝を、1995年にはクープ・ドゥ・ラ・リーグ優勝を果たした。1993-94シーズンにはアルトゥール・ジョルジェ監督率いるチームでリーグ戦9試合に出場し、自身初のリーグ優勝を果たした。1992-93シーズン以降はアラン・ロチェ、ポール・ル・グエン、リカルド・ゴメスなどが在籍していたため、コンブアレの出場機会は限られたが、しばしばロスタイムに決勝点を挙げること、ビッグゲームでも冷静に試合に臨んで活躍することから、パリ・サンジェルマンFCのサポーターの間のカルト・ヒーローとなった。
1995年にはスイス・スーパーリーグのFCシオンに移籍した。この際の移籍金は公表されていない。1996年、ロイ・アイトケン監督率いるスコティッシュ・プレミアリーグのアバディーンFCに移籍した。移籍金は30万ポンドであり、不安定なアバディーンFCの守備陣にベテランの経験値を加えることが期待された。アバディーンFCでは2シーズンで公式戦50試合に出場して3得点を挙げ、1998年5月にクラブを離れた。

### 指導者

#### RCストラスブール
1999年、古巣パリ・サンジェルマンFCのリザーブチーム監督に就任し、4年間指揮して良好な成績を残した。
しかし2003年、ヴァイッド・ハリルホジッチ監督がトップチームの監督に就任したため、パリ・サンジェルマンFC を去り、RCストラスブール監督に就任した。2003-04シーズンは13位という好成績を残し、シーズンを通したプレー内容も評価された。しかし、2004-05シーズン序盤は低調な成績に終わり、アルザスのクラブを離れた。

#### ヴァランシエンヌFC
2005年7月、ディヴィジョン・ドゥ（2部）のヴァランシエンヌFC監督に就任した。ヴァランシエンヌFC は1993年よりディヴィジョン・ドゥに在籍していたが、就任初年度の2005-06シーズン終了後にディヴィジョン・アン（1部）昇格を果たした。その後も3シーズンを率い、クラブをディヴィジョン・アンに定着させた。2006-07シーズンは17位、2007-08シーズンは13位、2008-09シーズンは12位と徐々に順位を上げ、厳しいクラブ予算でこのような成績を残したことで指導者として一定の評価を得た。

#### パリ・サンジェルマンFC
2009年5月、選手時代にプレーしたパリ・サンジェルマンFCの監督に就任した。前任者はポール・ル・グエン監督であったが、コンブアレとル・グエンはFCナントとパリ・サンジェルマンFCでともにプレーした経験がある。同年夏にはメブリュト・エルディングやグレゴリー・クペなどを獲得したが、2009-10シーズンは低調な成績でリーグ中位に終わった。しかしクープ・ドゥ・フランスでは順調に勝ち進み、決勝でASモナコを破って優勝した。2010-11シーズンのクープ・ドゥ・フランスでも決勝に進出したが、リールに敗れて準優勝に終わった。クープ・ドゥ・ラ・リーグではライバルのオリンピック・マルセイユとの決勝が期待されたが、準決勝でモンペリエHSCに撃破された。リーグ戦ではより良いパフォーマンスを見せ、起用できる選手が制限されたにもかかわらず4位となった。2011-12シーズンはクープ・ドゥ・ラ・リーグとUEFAヨーロッパリーグで早期敗退を喫し、リーグ戦では首位に立っていたにもかかわらず、コンブアレはスポーツディレクターのレオナルドによって解任された。後任にはACミランやチェルシーFCで監督経験があるカルロ・アンチェロッティが就任した。

#### RCランス
2013年6月18日、RCランスの監督に就任した。

#### ギャンガン
2016年5月30日、EAギャンガンの監督に就任した。

#### ディジョン
2019年1月10日、ディジョンFCOの監督に就任した。

#### トゥールーズ
2019年10月14日、トゥールーズFCの監督に就任した。
2020年1月5日、同チームの監督を解任された。

## 監督成績
2021年2月11日現在
| クラブ               | 就任           | 退任          | 記録 | 記録 | 記録 | 記録 | 記録 | 記録 | 記録 | 記録   |
| クラブ               | 就任           | 退任          | 試   | 勝   | 分   | 敗   | 得   | 失   | 差   | 勝率   |
| -------------------- | -------------- | ------------- | ---- | ---- | ---- | ---- | ---- | ---- | ---- | ------ |
| ストラスブール       | 2003年7月1日   | 2004年10月3日 | 49   | 10   | 18   | 21   | 51   | 68   | −17  | 020.41 |
| ヴァランシエンヌ     | 2005年7月1日   | 2009年6月1日  | 166  | 59   | 48   | 59   | 184  | 180  | +4   | 035.54 |
| パリ・サンジェルマン | 2009年6月1日   | 2011年1月31日 | 134  | 61   | 39   | 34   | 205  | 138  | +67  | 045.52 |
| アル・ヒラル         | 2012年6月27日  | 2013年1月31日 | 22   | 14   | 3    | 5    | 50   | 24   | +26  | 063.64 |
| ランス               | 2013年6月18日  | 2016年5月30日 | 126  | 45   | 36   | 45   | 153  | 158  | −5   | 035.71 |
| ギャンガン           | 2016年5月30日  | 2018年11月6日 | 100  | 32   | 26   | 42   | 116  | 153  | −37  | 032.00 |
| ディジョン           | 2019年1月10日  | 2019年6月10日 | 25   | 8    | 4    | 13   | 28   | 37   | −9   | 032.00 |
| トゥールーズ         | 2019年10月14日 | 2020年1月5日  | 13   | 2    | 0    | 11   | 13   | 30   | −17  | 015.38 |
| ナント               | 2021年2月11日  |               | 0    | 0    | 0    | 0    | 0    | 0    | +0   | —      |
| 合計                 | 合計           | 合計          | 635  | 231  | 174  | 230  | 800  | 788  | +12  | 036.38 |

## タイトル

### 選手
パリ・サンジェルマンFC
- リーグ・アン (1) : 1993-94
- クープ・ドゥ・フランス (2) : 1992-93, 1994-95
- クープ・ドゥ・ラ・リーグ (1) : 1995

FCシオン
- スイス・カップ (1) : 1996

### 指導者
ヴァランシエンヌFC
- リーグ・ドゥ (1) : 2005–06

パリ・サンジェルマンFC
- クープ・ドゥ・フランス (1) : 2009-10